# Balearic beat
Il Balearic beat, anche conosciuto come Balearic music, Balearic house, Ibiza house e, in forma abbreviata, Balearic, è un insieme eterogeneo di stili orientati al genere dance suonati nei club di Ibiza tra la fine degli anni ottanta e gli inizi del decennio seguente. Con un'accezione diversa indica uno stile di musica house nato nell'isola spagnola alla fine degli anni ottanta, caratterizzato da sonorità rilassanti e gioiose.
Il Balearic beat ebbe un impatto significativo sulla scena dance britannica, ispirando il chillout e l'acid house.
Tra i suoi rappresentanti vi sono Alfredo Fiorito, José Padilla, Chris Rea e Mark Barrott.